# John Wall, Baron Wall
John Edward Wall, Baron Wall Kt OBE (* 15. Februar 1913; † 29. Dezember 1980) war ein britischer Manager, der 1976 als Life Peer aufgrund des Life Peerages Act 1958 Mitglied des House of Lords wurde.

## Leben
Wall war als Wirtschaftsmanager tätig und wurde für seine Verdienste mit dem Offizierskreuz des Order of the British Empire (OBE) ausgezeichnet. Zum 1. Januar 1968 wurde er zum Knight Bachelor geschlagen und führte anschließend den Namenszusatz „Sir“.
Nachdem es 1968 zur Fusion der beiden Großcomputer-Hersteller English Electric und International Computers and Tabulators (ICT) zu International Computers Limited (ICL) gekommen war, wurde Wall Vorstandsvorsitzender dieses unternehmens.
In der Folgezeit produzierte es weiterhin Modelle der bisherigen Unternehmen und entwickelte eine neue Modellreihe für die 1970er Jahre. Diese Projekte führten allerdings zu hohen Forschungs- und Entwicklungskosten, durch die sich die finanzielle Situation von ICL während der Rezession insbesondere in den Jahren 1970 bis 1971 verschlechterte. 
Daher suchte er im Zuge der Verhandlungen zum Beitritt des Vereinigten Königreiches zur Europäischen Wirtschaftsgemeinschaft (EWG) vergeblich die Zusammenarbeit mit Unternehmen wie Philips und Siemens und begründete dies wie folgt: „Um gegen die Amerikaner bestehen zu können, brauchen wir eine europäische Informationsindustrie – aus wirtschaftlichen und politischen Gründen. Aber ich bezweifle sehr, ob uns die EWG da sehr viel nützen wird.“ Zu dieser Zeit antwortete der US-amerikanische Konkurrent IBM bereits mit der Einführung neuer Maschinen und begann einen Preiskrieg, auf den ICL wegen seiner Finanzsituation nicht reagieren konnte.
Das angeschlagene Unternehmen, welches einen inoffiziellen Vorzugsstatus als Zulieferer im öffentlichen Sektor hatte, bemühte sich um weitere Regierungsaufträge. Eine daraufhin begonnene Auftragsvergabeprüfung scheiterte jedoch, nachdem die Conservative Party die Unterhauswahlen vom 18. Juni 1970 gewonnen hatte und mit Edward Heath den neuen Premierminister stellte.
Danach kam es in der Presse wiederholt zu zahlreichen kritischen Kommentaren zum Missmanagement bei ICL, in deren Verlauf schließlich Wall als Vorstandsvorsitzender sowie Arthur Humphreys als Geschäftsführender Direktor 1972 entlassen und durch Tom Hudson, den bisherigen Geschäftsführer von IBM UK, und Geoff Cross, der bisher für das US-amerikanische Computer- und Elektronikunternehmen Sperry Corporation arbeitete, ersetzt wurden.
Nach seiner Entlassung bei ICL war er Direktor von The Exchange Telegraph Co. Ltd. (Extel), eine Nachrichtenagentur für Börsen- und Wirtschaftsnachrichten mit Abonnementsystem, die im März 1872 gegründet wurde.
Durch ein Letters Patent vom 5. Februar 1976 wurde Wall aufgrund des Life Peerages Act 1958 als Life Peer mit dem Titel Baron Wall, of Coombe in Greater London, in den Adelsstand erhoben und gehörte bis zu seinem Tod dem House of Lords als Mitglied an. Seine offizielle Einführung (House of Lords) erfolgte am 17. März 1976 mit Unterstützung durch Charles Hill, Baron Hill of Luton und Jock Campbell, Baron Campbell of Eskan.